# UCI ProTour
UCI ProTour je tekmovanje, ki poteka pod okriljem Mednarodne kolesarske zveze. Prvič so ga kot zamenjavo za Kolesarski svetovni pokal uvedli leta 2005. V tekmovanje je vključenih 20 moštev, na koledarju je letos 27 dirk. Moštva morajo nastopiti na vsaki od teh dirk, organizatorji le-teh imajo pravico povabiti dve moštvi po svojem izboru.
Slovenijo v sezoni 2005/06 v ProTouru zastopa 5 kolesarjev, Matej Mugerli je edini od njih, ki je že zmagal etapo. Prvi skupni zmagovalec je bil Danilo di Luca.

## Moštva ProToura
| - Belgija - Davitamon-Lotto - Quick Step - Danska - Team CSC - Francija - Ag2r Prevoyance - Bouygues Télécom - Cofidis - Crédit Agricole - Française des Jeux - Italija - Lampre-Fondital - Liquigas - Team Milram | - Nemčija - Gerolsteiner - T-Mobile Team - Nizozemska - Rabobank - Španija - Astaná-Würth - Caisse d'Epargne-Illes Balears - Euskaltel-Euskadi - Saunier Duval-Prodir - Švica - Phonak - ZDA - Discovery Channel Pro Cycling Team |